# Morti nel 2012/Maggio
| Questa pagina contiene informazioni ricavate automaticamente dalle voci biografiche con l'ausilio del template Bio e di un bot. L'aggiornamento è periodico e automatico e ricostruisce completamente la pagina. Se manca una persona in questa lista, sei pregato di non aggiungerla, ma accertati piuttosto che la sua voce biografica contenga il template Bio e che i dati anagrafici siano correttamente compilati. Se il template Bio manca, inseriscilo tu stesso o, in alternativa, metti l'avviso {{tmp\|Bio}} che ne segnala la mancanza. Se i dati riportati sono sbagliati, correggi direttamente la voce biografica; le modifiche saranno visibili in questa lista entro pochi giorni. Per chiarimenti vedi il progetto biografie. La lista contiene solo le 164 persone che sono citate nell'enciclopedia e per le quali è stato implementato correttamente il template Bio. Pagina aggiornata al 18 ago 2025. |

- 1º maggio - Medina Barbattini, operaia e politica italiana (n. 1923)
- 1º maggio - Rufina Sergeevna Gaševa, militare sovietica (n. 1921)
- 1º maggio - Greg Jackson, cestista statunitense (n. 1952)
- 1º maggio - Peter Reynolds, nuotatore australiano (n. 1948)
- 2 maggio - Peter Connolly, storico e illustratore britannico (n. 1935)
- 2 maggio - Jack Keller, cestista statunitense (n. 1922)
- 2 maggio - Fernando Lopes, regista portoghese (n. 1935)
- 2 maggio - Junior Seau, giocatore di football americano statunitense (n. 1969)
- 2 maggio - Paolo Spagnolo, pianista italiano (n. 1930)
- 2 maggio - Lourdes Valera, attrice venezuelana (n. 1963)
- 2 maggio - Digby Wolfe, attore e insegnante inglese (n. 1929)
- 2 maggio - Zvi Zeitlin, violinista e insegnante russo (n. 1922)
- 3 maggio - Emanuela di Dampierre, nobile italiana (n. 1913)
- 3 maggio - Víctor Zayas, calciatore paraguaiano (n. 1958)
- 3 maggio - Jorge Illueca, politico panamense (n. 1918)
- 4 maggio - Angelica Garnett, scrittrice e pittrice britannica (n. 1918)
- 4 maggio - Anna Jalsoviczky, cestista ungherese (n. 1934)
- 4 maggio - Anthony Joseph O'Connell, vescovo cattolico irlandese (n. 1938)
- 4 maggio - Adam Yauch, rapper, regista e attivista statunitense (n. 1964)
- 4 maggio - Rashidi Yekini, calciatore nigeriano (n. 1963)
- 5 maggio - Stevan Bena, calciatore e allenatore di calcio jugoslavo (n. 1935)
- 5 maggio - Carlo Giovanni Bernadotte, nobile svedese (n. 1916)
- 5 maggio - Richard Dukeshire, allenatore di pallacanestro statunitense (n. 1933)
- 5 maggio - Aatos Erkko, giornalista e editore finlandese (n. 1932)
- 5 maggio - George Knobel, allenatore di calcio olandese (n. 1922)
- 5 maggio - Ali Uras, cestista e dirigente sportivo turco (n. 1923)
- 5 maggio - Ivica Šangulin, allenatore di calcio e calciatore croato (n. 1937)
- 6 maggio - Camilian Demetrescu, pittore, scultore e scrittore romeno (n. 1924)
- 6 maggio - Pat Frink, cestista statunitense (n. 1945)
- 6 maggio - Gianni Grossi, calciatore italiano (n. 1936)
- 6 maggio - James Isaac, regista e effettista statunitense (n. 1960)
- 6 maggio - Jean Laplanche, filosofo, psicologo e scrittore francese (n. 1924)
- 6 maggio - George Lindsey, attore e doppiatore statunitense (n. 1928)
- 7 maggio - Ivan Allen, danzatore statunitense (n. 1930)
- 7 maggio - Jules Bocandé, calciatore senegalese (n. 1958)
- 7 maggio - Betty Clark, cestista statunitense (n. 1931)
- 7 maggio - Andrea Crisanti, scenografo e costumista italiano (n. 1936)
- 7 maggio - Danilo De Girolamo, attore, doppiatore e direttore del doppiaggio italiano (n. 1956)
- 8 maggio - William Aquin Carew, arcivescovo cattolico canadese (n. 1922)
- 8 maggio - Maurizio Cevenini, politico italiano (n. 1954)
- 8 maggio - Francesco Fiorani, calciatore italiano (n. 1920)
- 8 maggio - Franco Giacchero, ciclista su strada italiano (n. 1925)
- 8 maggio - Nicholas Katzenbach, politico statunitense (n. 1922)
- 8 maggio - Dino Musner, dirigente sportivo italiano (n. 1930)
- 8 maggio - Maurice Sendak, scrittore e illustratore statunitense (n. 1928)
- 8 maggio - Stefano Tassinari, scrittore, drammaturgo e sceneggiatore italiano (n. 1955)
- 8 maggio - Roman Totenberg, violinista statunitense (n. 1911)
- 8 maggio - Robert De La Rouchefoucauld, partigiano francese (n. 1923)
- 9 maggio - Gianpiero Carlo Cantoni, imprenditore, banchiere e politico italiano (n. 1939)
- 9 maggio - Gunnar Dybwad, calciatore norvegese (n. 1928)
- 9 maggio - Romano Forastieri, cestista e allenatore di pallacanestro italiano (n. 1928)
- 9 maggio - Geoffrey Henry, politico cookese (n. 1940)
- 9 maggio - C. David Heymann, scrittore statunitense (n. 1945)
- 9 maggio - Joyce Redman, attrice irlandese (n. 1915)
- 9 maggio - Vidal Sassoon, parrucchiere, imprenditore e attivista britannico (n. 1928)
- 9 maggio - Lajos Somodi, schermidore ungherese (n. 1928)
- 10 maggio - Horst Faas, fotografo tedesco (n. 1933)
- 10 maggio - Günther Kaufmann, attore tedesco (n. 1947)
- 10 maggio - Piero Pellicini, politico italiano (n. 1941)
- 10 maggio - Eddie Perkins, pugile statunitense (n. 1937)
- 10 maggio - Carroll Shelby, pilota automobilistico e imprenditore statunitense (n. 1923)
- 10 maggio - Gunnar Sønsteby, partigiano norvegese (n. 1918)
- 10 maggio - Walter Wink, teologo e biblista statunitense (n. 1935)
- 11 maggio - Stanislav Brebera, chimico cecoslovacco (n. 1925)
- 11 maggio - Dorothea Hochleitner, sciatrice alpina austriaca (n. 1925)
- 11 maggio - Rodolfo Kappenberger, calciatore svizzero (n. 1917)
- 11 maggio - Antonio Santarelli, carabiniere italiano (n. 1968)
- 12 maggio - Kurt Borkenhagen, calciatore tedesco (n. 1919)
- 12 maggio - Ruth Foster, attrice statunitense (n. 1920)
- 12 maggio - Justo Gilberto, calciatore e allenatore di calcio spagnolo (n. 1942)
- 12 maggio - Tor Marius Gromstad, calciatore norvegese (n. 1989)
- 12 maggio - Eddy Paape, fumettista belga (n. 1920)
- 13 maggio - Donald Dunn, bassista, produttore discografico e cantautore statunitense (n. 1941)
- 13 maggio - Dario Koludrović, cestista svizzero (n. 1992)
- 13 maggio - Les Leston, pilota automobilistico britannico (n. 1920)
- 13 maggio - Andrew Mate, calciatore ungherese (n. 1940)
- 13 maggio - Antoine Nguyễn Văn Thiện, vescovo cattolico vietnamita (n. 1906)
- 13 maggio - Lidia Pasqualini, personaggio televisivo italiano (n. 1920)
- 13 maggio - Aida Rienzi, calciatrice e dirigente sportiva italiana (n. 1952)
- 14 maggio - Vito Sante Miolli, calciatore italiano (n. 1928)
- 14 maggio - Ferrante Pierantoni, ingegnere e informatico italiano (n. 1933)
- 14 maggio - Graziella Riga, politica italiana (n. 1941)
- 14 maggio - Mario Trejo, poeta, giornalista e drammaturgo argentino (n. 1926)
- 15 maggio - Jean Craighead George, scrittrice statunitense (n. 1919)
- 15 maggio - Henry Denker, scrittore e drammaturgo statunitense (n. 1912)
- 15 maggio - Carlos Fuentes, scrittore, saggista e sceneggiatore messicano (n. 1928)
- 15 maggio - Jorge Lucey, pallanuotista argentino (n. 1932)
- 15 maggio - Arno Lustiger, storico e scrittore tedesco (n. 1924)
- 15 maggio - José María Macarulla, docente spagnolo (n. 1932)
- 15 maggio - Zakariyya Muhyi al-Din, generale e politico egiziano (n. 1918)
- 15 maggio - Dominique Rolin, scrittrice belga (n. 1913)
- 15 maggio - Ed Siudut, cestista statunitense (n. 1947)
- 16 maggio - Maria Bieșu, soprano moldavo (n. 1935)
- 16 maggio - Hans Geister, velocista tedesco (n. 1928)
- 16 maggio - Patricia Aakhus, scrittrice statunitense (n. 1952)
- 16 maggio - Aleksandr Ponomarëv, direttore di coro russo (n. 1938)
- 16 maggio - Bruno Tattanelli, generale e aviatore italiano (n. 1911)
- 17 maggio - Donna Summer, cantautrice statunitense (n. 1948)
- 17 maggio - Warda Al-Jazairia, cantante, musicista e attrice algerina (n. 1939)
- 17 maggio - Jon Istad, biatleta norvegese (n. 1937)
- 17 maggio - Antonio Tancredi, politico italiano (n. 1932)
- 18 maggio - Dietrich Fischer-Dieskau, baritono tedesco (n. 1925)
- 18 maggio - Enzo Mustoni, calciatore italiano (n. 1933)
- 19 maggio - Vladimer Aptsiauri, schermidore sovietico (n. 1962)
- 19 maggio - Bob Boozer, cestista statunitense (n. 1937)
- 19 maggio - Ian Burgess, pilota di Formula 1 inglese (n. 1930)
- 19 maggio - Gerhard Hetz, nuotatore tedesco (n. 1942)
- 20 maggio - Robin Gibb, cantante, compositore e arrangiatore britannico (n. 1949)
- 20 maggio - Abd el-Basset Ali al-Megrahi, agente segreto libico (n. 1952)
- 20 maggio - Eugene Polley, inventore statunitense (n. 1915)
- 20 maggio - David Ridgway, storico e etruscologo britannico (n. 1938)
- 21 maggio - Douglas Rodríguez, pugile cubano (n. 1950)
- 22 maggio - Guy Bedouelle, presbitero e filosofo francese (n. 1940)
- 22 maggio - Janet Carroll, attrice statunitense (n. 1940)
- 22 maggio - Henrik Kalocsai, triplista e lunghista ungherese (n. 1940)
- 22 maggio - Tex Mueller, cestista statunitense (n. 1916)
- 22 maggio - Renata Orso Ambrosoli, scrittrice e attrice italiana (n. 1915)
- 23 maggio - Francesco Iannelli, politico e magistrato italiano (n. 1924)
- 23 maggio - Borys Voznyc'kyj, storico dell'arte ucraino (n. 1926)
- 24 maggio - Klaas Carel Faber, militare olandese (n. 1922)
- 24 maggio - Nada Giorgi, partigiana italiana (n. 1927)
- 24 maggio - Jacqueline Harpman, scrittrice e psicoanalista belga (n. 1929)
- 24 maggio - Muzaffar Hassan, ammiraglio e politico pakistano (n. 1920)
- 24 maggio - Francisco Lombardo, calciatore argentino (n. 1925)
- 24 maggio - Luigi Milone, filologo italiano (n. 1949)
- 24 maggio - Giampaolo Zucchelli, medico italiano (n. 1927)
- 25 maggio - Angerio Filangieri, economista italiano (n. 1925)
- 25 maggio - Keith Gardner, velocista e ostacolista giamaicano (n. 1929)
- 25 maggio - Edoardo Mangiarotti, schermidore e dirigente sportivo italiano (n. 1919)
- 25 maggio - Luigi Sileoni, politico italiano (n. 1939)
- 25 maggio - Elio Veller, attore italiano (n. 1937)
- 26 maggio - Zvi Aharoni, militare israeliano (n. 1921)
- 26 maggio - Arthur De Cabooter, ciclista su strada e pistard belga (n. 1936)
- 26 maggio - Anna-Lisa Eriksson, fondista svedese (n. 1928)
- 26 maggio - Hans Schmidt, wrestler canadese (n. 1925)
- 27 maggio - José María Busto, calciatore e allenatore di calcio spagnolo (n. 1923)
- 27 maggio - Martin Colussi, cestista italiano (n. 1981)
- 27 maggio - Carlos González, cestista argentino (n. 1947)
- 27 maggio - Friedrich Hirzebruch, matematico tedesco (n. 1927)
- 27 maggio - Lode Poels, ciclista su strada e ciclocrossista belga (n. 1920)
- 28 maggio - Vittorio Bracco, archeologo italiano (n. 1929)
- 28 maggio - Ed Burton, cestista statunitense (n. 1939)
- 28 maggio - Irina Ivanovna Poplavskaja, regista sovietico (n. 1924)
- 28 maggio - Ludovic Quistin, calciatore francese (n. 1984)
- 28 maggio - Jurij Susloparov, calciatore e allenatore di calcio sovietico (n. 1958)
- 29 maggio - Giulia Albini, pallavolista e fisioterapista italiana (n. 1982)
- 29 maggio - Francesco Casillo, politico e militare italiano (n. 1948)
- 29 maggio - Severino Feruglio, calciatore e allenatore di calcio italiano (n. 1919)
- 29 maggio - Renzo Gallo, cantautore, cabarettista e produttore discografico italiano (n. 1928)
- 29 maggio - Frederick Gehring, matematico statunitense (n. 1925)
- 29 maggio - Kaneto Shindō, regista e sceneggiatore giapponese (n. 1912)
- 29 maggio - Doc Watson, cantautore e chitarrista statunitense (n. 1923)
- 30 maggio - Antonio Boscacci, alpinista, arrampicatore e scrittore italiano (n. 1949)
- 30 maggio - Pierre Ceyrac, gesuita e missionario francese (n. 1914)
- 30 maggio - Pete Cosey, chitarrista statunitense (n. 1943)
- 30 maggio - Andrew Huxley, fisiologo e biofisico inglese (n. 1917)
- 30 maggio - Arlette Poirier, attrice francese (n. 1926)
- 30 maggio - Jack Twyman, cestista statunitense (n. 1934)
- 31 maggio - Pietro Bonetti, calciatore italiano (n. 1922)
- 31 maggio - Christopher Challis, direttore della fotografia britannico (n. 1919)
- 31 maggio - Umberto Franci, artista italiano (n. 1909)
- 31 maggio - Mark Midler, schermidore sovietico (n. 1931)
- 31 maggio - Paul Pietsch, pilota automobilistico tedesco (n. 1911)
- 31 maggio - Orlando Woolridge, cestista e allenatore di pallacanestro statunitense (n. 1959)